# David Bowie Narrates Prokofiev's Peter and the Wolf
David Bowie Narrates Prokofiev's Peter and the Wolf is een album waarop de Britse muzikant David Bowie het sprookje Peter en de wolf van Sergej Prokofjev voorleest. Bowie wordt op het album begeleid door klassieke muziek, gespeeld door het Philadelphia Orchestra onder leiding van Eugene Ormandy. De B-kant van het album bevat een vertelling van The Young Person's Guide to the Orchestra. Het album verscheen op 2 mei 1978.

## Achtergrond
Nadat Bowie in november 1977 klaar was met het promoten van zijn album "Heroes", ging hij op vakantie. In december keerde hij terug in de studio van RCA Records in New York, waar hij zijn vertelling van het sprookje Peter en de wolf van Sergej Prokofjev insprak. Prokofjev schreef dit sprookje in de jaren '30 van de twintigste eeuw met als doel om jonge kinderen met klassieke muziek kennis te laten maken. Het verhaal gaat over de jongen Peter, die uit de tuin van zijn grootvader loopt om op zoek te gaan naar een grote wolf. Elk dier in het sprookje wordt uitgebeeld door middel van een ander instrument. Zo wordt de kat van Peter gerepresenteerd door een klarinet, en zijn drie hoorns verantwoordelijk voor het geluid van de wolf.
Het was niet de eerste keer dat er een album met een vertelling van Peter en de wolf werd uitgebracht. In 1960 verscheen er al een versie met Leonard Cohen, terwijl Sean Connery in 1971 een versie uitbracht waarop hij werd begeleid door het Royal Philharmonic Orchestra. In 1975 kwam ook al het album The Rock Peter and the Wolf met Vivian Stanshall uit. RCA Records wilde dat hun versie door Alec Guinness of Peter Ustinov ingesproken zou worden, maar beide acteurs bedankten voor het project. In plaats hiervan schakelde RCA Bowie in, hun best verkopende artiest van dat moment. Bowie zei later dat het album een kerstcadeau voor zijn zevenjarige zoon Duncan Jones was.
De muziek op David Bowie Narrates Prokofiev's Peter and the Wolf werd al op 8 oktober 1975 door het Philadelphia Orchestra onder leiding van Eugene Ormandy ingespeeld. Ormandy wist niet wie Bowie was, en toen hij ontdekte dat hij een rockster was, werd hij enigszins bezorgd. Het orkest bestond uit een fluit, een hobo, een klarinet, een fagot, drie hoorns, een trompet, een trombone, een pauk, een drumstel, twee violen, een altviool, een cello en een contrabas.
David Bowie Narrates Prokofiev's Peter and the Wolf verscheen op 2 mei 1978 en kreeg positieve kritieken. Zo bereikte het plaats 136 in de Amerikaanse Billboard 200 en werd het in 1979 genomineerd voor een Grammy Award in de categorie Best Recording for Children, maar verloor hierin van het soundtrackalbum van The Muppet Show. Op de B-kant van het album vertelt presentator Hugh Downs het verhaal The Young Person's Guide to the Orchestra. Hij wordt hierop begeleid door het Boston Pops Orchestra onder leiding van Arthur Fiedler

## Tracklist
| Nr. | Titel                      | Schrijver(s)     | Duur  |
| --- | -------------------------- | ---------------- | ----- |
| 1.  | Peter and the Wolf, Op. 67 | Sergej Prokofjev | 27:08 |

| Nr. | Titel                                         | Schrijver(s)     | Duur  |
| --- | --------------------------------------------- | ---------------- | ----- |
| 1.  | Young Person's Guide to the Orchestra, Op. 34 | Benjamin Britten | 17:10 |

## Personeel
- David Bowie: verteller
- Philadelphia Orchestra: alle instrumenten
- Eugene Ormandy: dirigent